# Atanycolus ulmicola
Atanycolus ulmicola är en stekelart som först beskrevs av Henry Lorenz Viereck 1906.  Atanycolus ulmicola ingår i släktet Atanycolus och familjen bracksteklar. Inga underarter finns listade.